# Братислав Ђорђевић
Братислав Ђорђевић – Бата (Београд, 23. октобар 1938) је бивши југословенски кошаркаш и кошаркашки тренер. Познат је као некадашњи тренер Црвене звезде. Његов син Александар Ђорђевић је познати кошаркаш, а данас такође и кошаркашки тренер.

## Каријера
Целу играчку каријеру провео је у Радничком. Ипак оно по чему ће бити много познатији је његова тренерска каријера коју је такође започео у Радничком. Најзначајнији успех постигао је са екипом Црвене звезде. Био је тренер овог клуба током освајања титуле Првака Југославије 1972. године. Те сезоне предводници су били: Љубодраг Симоновић, Зоран Славнић, Драган Капичић, Владимир Цветковић, Горан Ракочевић и др.
Поред Црвене звезде Братислав је тренирао и велики број тимова као и две националне селекције. Најзначајнији клубови које је тренирао су: КК Раднички, КК Марибор,КК ИМТ и КК Лимож. Такође тренирао је националне тимове Ирака и Уједињених Арапских Емирата.

## Остало
Током његовог рада у овом клубу, његов син Александар је такође почео да игра у Црвеној звезди. Ипак, није добио праву прилику те је своју каријеру наставио у ривалу Партизану, а касније постати један од најбољих југословенских и српских кошаркаша.
Поред тренерске каријере Братислав је једно време био професор физичког васпитања у основној школи. Основао је прве кошаркашке кампове у Југославији и то на Златибору 1975. и у Бору 1976. године. Такође један је од оснивача Више кошаркашке школе у Београду.